# Эшпинью
Эшпинью (порт. Espinho; [ɨʃ'piɲu]) — город и порт в Португалии, центр одноимённого муниципалитета в составе округа Авейру. Находится в составе крупной городской агломерации Большой Порту. По старому административному делению входил в провинцию Дору-Литорал. Входит в экономико-статистический субрегион Большой Порту, который входит в Северный регион. Численность населения — 30,6 тыс. жителей (город), 30,6 тыс. жителей (муниципалитет). Занимает площадь 21,42 км².
Покровителем города считается Дева Мария.
Праздник города — 16 июня.

## Расположение
Город расположен в 40 км к северу от адм. центра округа — города Авейру.
Муниципалитет граничит:
- на севере — муниципалитет Вила-Нова-де-Гайа
- на востоке — муниципалитет Санта-Мария-да-Фейра
- на юге — муниципалитет Овар
- на западе — Атлантический океан

## История
Город основан в 1899 году.

## Население
| Численность населения муниципалитета по годам | Численность населения муниципалитета по годам | Численность населения муниципалитета по годам | Численность населения муниципалитета по годам | Численность населения муниципалитета по годам | Численность населения муниципалитета по годам | Численность населения муниципалитета по годам | Численность населения муниципалитета по годам |
| --------------------------------------------- | --------------------------------------------- | --------------------------------------------- | --------------------------------------------- | --------------------------------------------- | --------------------------------------------- | --------------------------------------------- | --------------------------------------------- |
| 1900                                          | 1930                                          | 1960                                          | 1981                                          | 1991                                          | 2001                                          | 2004                                          | 2006                                          |
| 3691                                          | 11 736                                        | 23 084                                        | 32 409                                        | 34 956                                        | 33 701                                        | 31 703                                        | 30 649                                        |

## Состав муниципалитета
В муниципалитет входят следующие районы:
1. Анта
2. Эшпинью
3. Гетин
4. Парамуш
5. Силвалде

## Галерея

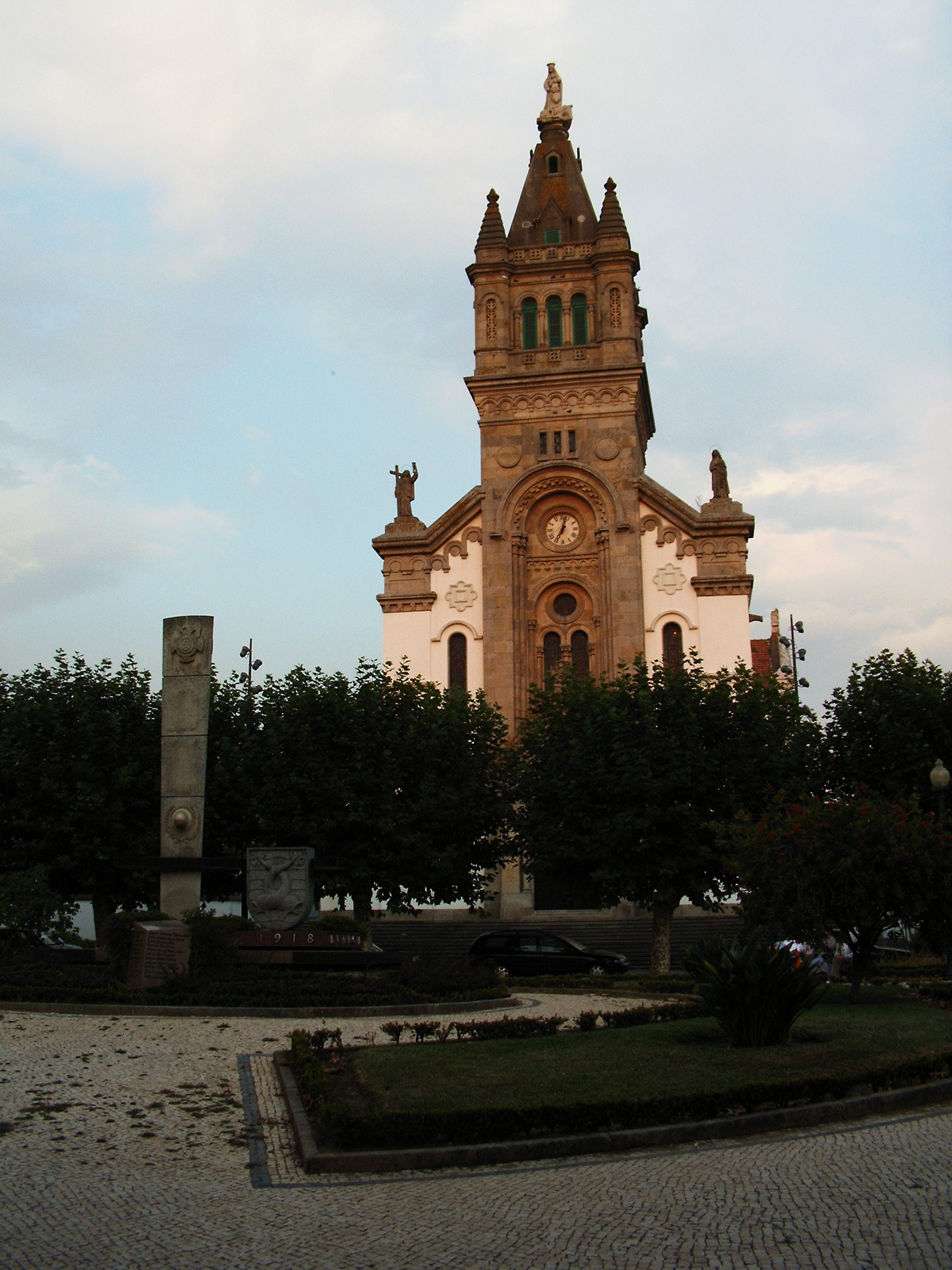
Главная церковь в Эшпинью
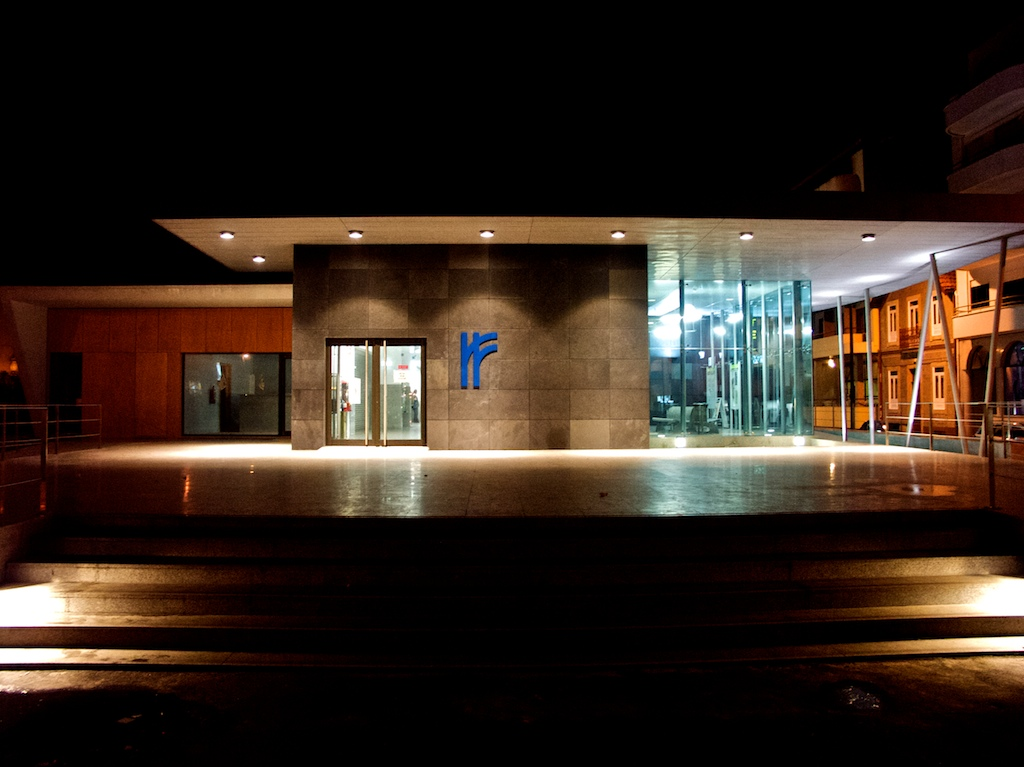
Вокзал
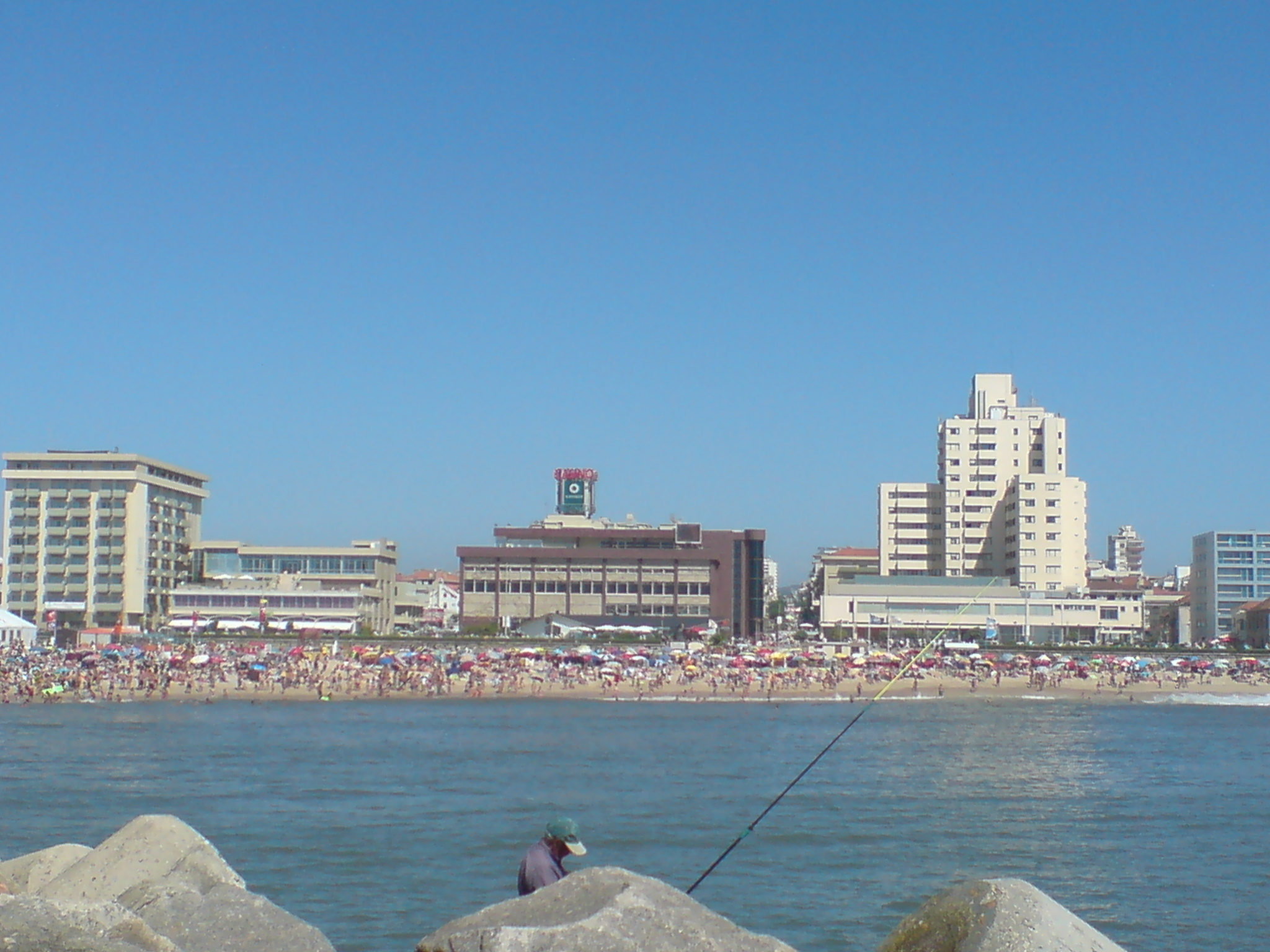
Пляж
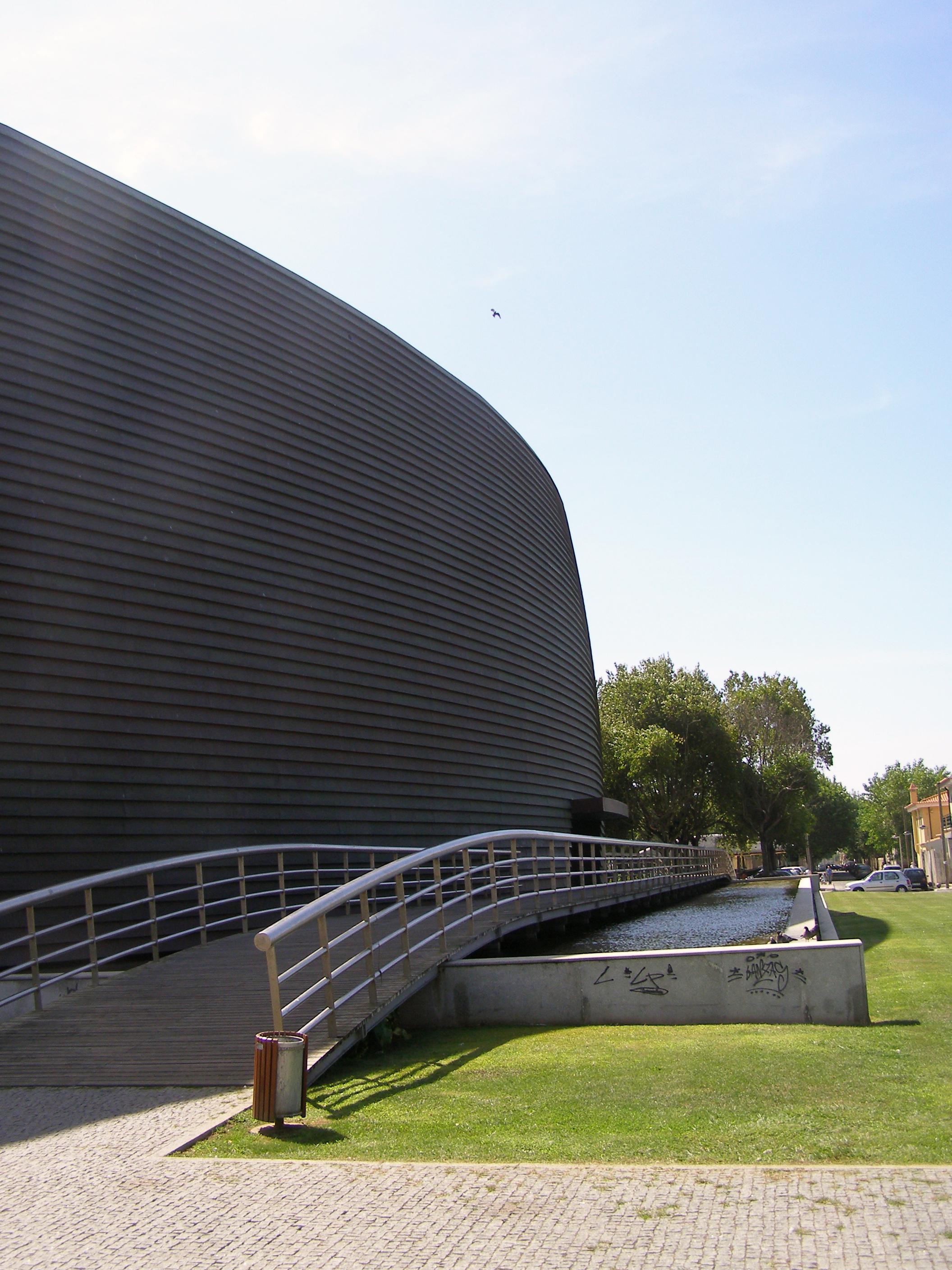
Главный павильон в городе
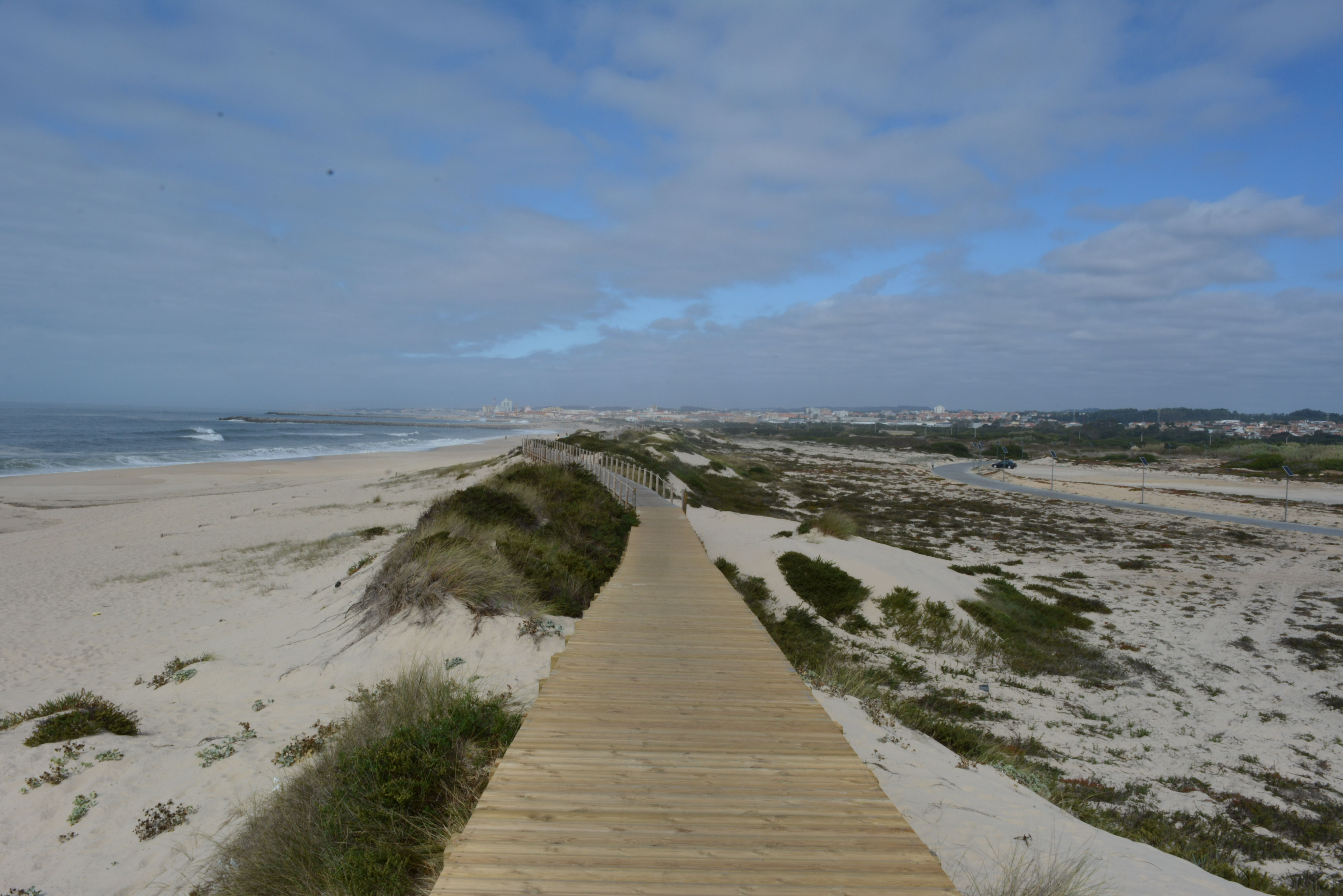
Променад
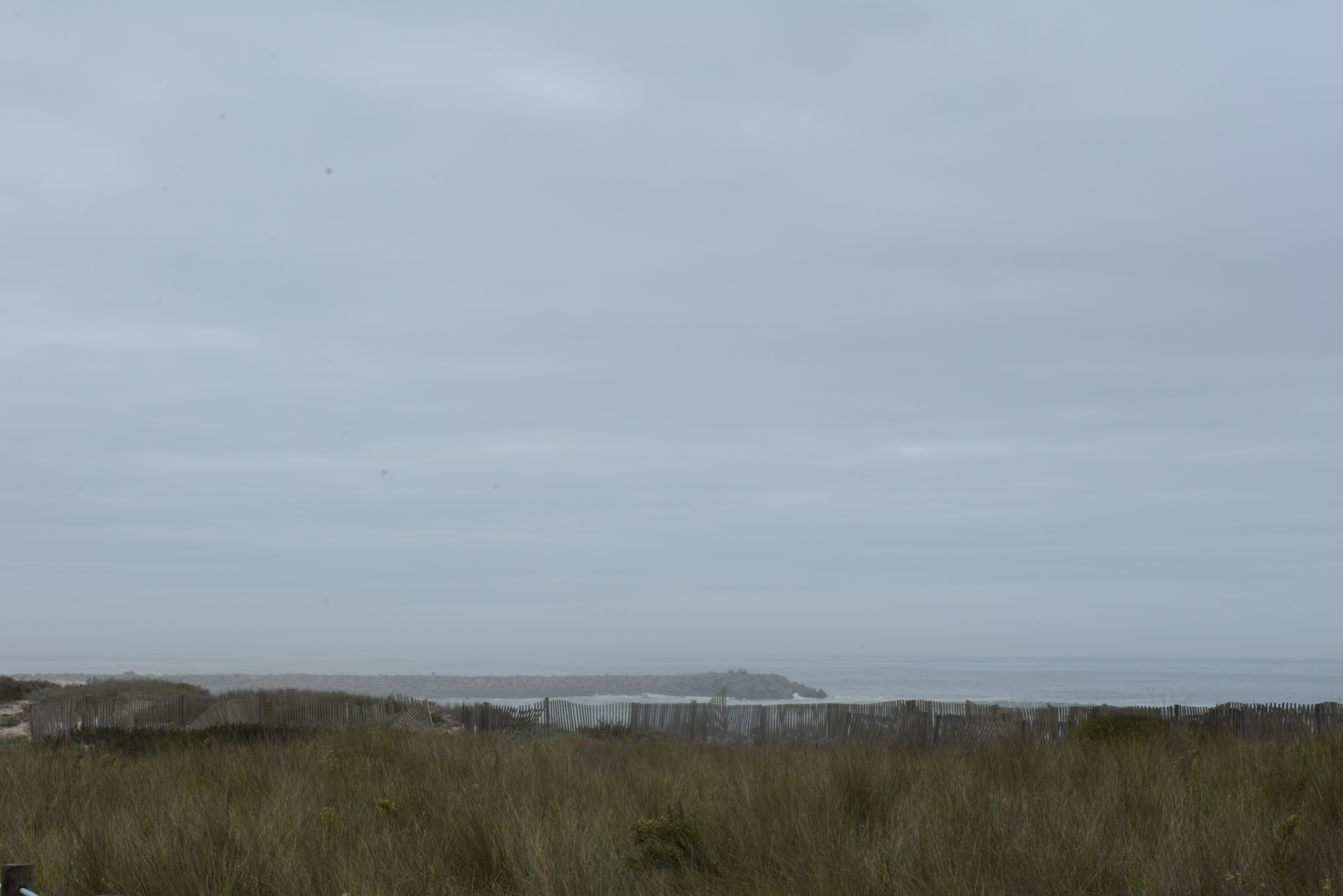
Вид с променада на Атлантический океан